# Morcín
Morcín település Spanyolországban, Asztúria autonóm közösségben. Morcín Ribera de Arriba, Mieres, Asturias, Riosa, Quirós és Santo Adriano községekkel határos. Lakosainak száma 2537 fő (2024).

## Népesség
A település népessége az utóbbi években az alábbiak szerint változott:
| Lakosok száma | 3114 | 3084 | 2996 | 2964 | 2866 | 2811 | 2666 | 2594 | 2560 | 2537 |
|               | 2001 | 2004 | 2007 | 2009 | 2012 | 2014 | 2017 | 2019 | 2022 | 2024 |